# 칼고기속
칼고기과(학명: Chitala)는 골설어목 칼고기과에 속하는 물고기를 가리키는 총칭으로, 현재까지 총 6종이 발견되었고 그 가운데 1종은 멸종하였다. 남아시아·동남아시아 하천계에 분포한다.

## 종
- 인도차이나칼고기 (C. blanci)
- 인도네시아칼고기 (C. borneensis)
- 인도칼고기 (C. chitala)
- Chitala hypselonotus
- †큰칼고기 (C. lopis)
- 광대칼고기 (C. ornata)